# 德羅河
德羅河（法語： 或 ，法語發音：[dʁo]）是法國的河流，屬於加龍河的右支流，河道全長132.4公里，流域面積1,500平方公里，平均流量每秒4.5立方米，發源自卡普德罗附近。

## 外部連結
- valleedudropt （页面存档备份，存于）